# کریستوفر شیندلر
کریستوفر شیندلر (انگلیسی: Christopher Schindler؛ زادهٔ ۲۹ آوریل ۱۹۹۰) بازیکن فوتبال اهل آلمان است.
از باشگاه‌هایی که در آن بازی کرده‌است می‌توان به باشگاه فوتبال هادرزفیلد تاون و باشگاه فوتبال مونیخ ۱۸۶۰ اشاره کرد.
وی همچنین در تیم ملی فوتبال زیر ۲۱ سال آلمان بازی کرده‌است.